# ناحیه گلدن، میشیگان
ناحیه گلدن (به انگلیسی: Golden Township) یک منطقهٔ مسکونی در ایالات متحده آمریکا است که در شهرستان اوشنا، میشیگان واقع شده‌است.
 ناحیه گلدن ۹۰٫۶ کیلومتر مربع مساحت و ۱٬۷۴۲ نفر جمعیت دارد و ۲۳۹ متر بالاتر از سطح دریا واقع شده‌است.